# Adoration des mages (Stom)
L'Adoration des Mages est un tableau religieux de Matthias Stom (né vers 1590 aux Pays Bas et décédé entre 1650 et 1670 en Sicile), peint vers 1640 en Italie. Il s’agit d’une huile sur toile mesurant 235 cm de haut pour 182 cm de large.

## Histoire de l'œuvre
La provenance de cette œuvre est difficile à retracer. Elle pourrait provenir de l’église des Théatins de Paris, et avoir été saisie en Belgique par Napoléon ou saisie à la Révolution dans une collection royale ou dans celle d'un immigré. Le tableau a été déposé par le gouvernement impérial au musée des Augustins de Toulouse en 1812, puis acquise en 2004 par transfert de propriété de l’État à titre gratuit grâce à la loi du 4 janvier 2002 relative aux musées de France.  L’Adoration des mages a longtemps été attribuée au peintre flamand Gerard Seghers. C’est l'historien d'art H. Pauwels qui a déterminé l’attribution à Matthias Stom au XXe siècle. Les scènes d'Adoration sont fréquentes dans la production de l'artiste :  parmi les cinq versions que l'artiste a produites sur ce thème, celle conservée au musée des Augustins est considérée comme la plus classique par Jacques Foucart.

## Description
Matthias Stom présente la scène de l’adoration dans une bâtisse en pierre d’inspiration antique, comme l’indique la colonne en arrière-plan. La modestie du lieu, importante dans le récit biblique, est signifiée par les ruines du coin inférieur gauche et la paille recouvrant la niche peinte en partie supérieure de l’œuvre. Comme pour la grande majorité de sa production artistique, Matthias Stom fait de l'Adoration une scène nocturne. L’artiste a choisi un cadrage resserré qui focalise l’attention du spectateur sur les personnages occupant les deux tiers inférieurs du tableau. Cela confère solennité et majesté à la scène. La Vierge Marie présente l’enfant Jésus aux mages sous le regard de Joseph, relégué dans l’ombre de l’arrière-plan. Le linge blanc préfigure le linceul du Christ lors de la mise au tombeau, comme il est souvent le cas dans l’iconographie de l’enfant Jésus. Les trois rois mages, Balthazar, Melchior et Gaspard, apportent l’encens, la myrrhe et l’or à l’enfant qui les bénit. La convergence des regards vers Jésus accentue la cohésion de ce groupe qui forme une unité fermée. Seul l’un des deux pages accompagnant les rois se détourne de la scène pour regarder le spectateur. Ce personnage admoniteur invite à entrer dans la scène et à participer à la contemplation. L’arrière-plan est clos, n’offrant pas d’échappatoire au regard du spectateur.

## Analyse
Ce grand format représente un épisode de l’enfance de Jésus raconté dans l’Évangile selon Matthieu (2, 1-12) : l’adoration des mages. Il s'agit d'un thème fréquent dans la production artistique de la Contre-Réforme puisqu'il incite à la dévotion personnelle.  L'artiste reprend les codes iconographiques classiques de cet épisode biblique, à l'instar de la colonne cannelée tronquée et ruinée, figurant la chute des empires païens. Dans la même logique, Melchior, au premier plan, porte un manteau évoquant la chape des prêtres, faisant ainsi allusion à l'eucharistie.
Dans cette œuvre, Matthias Stom utilise la technique du clair-obscur pour sublimer le récit biblique : il fait du corps de l’enfant Jésus la source de lumière de la scène, un choix caractéristique de son travail. La lumière irradiant de l'Enfant accentue le contraste entre l’arrière-plan aux couleurs éteintes et la richesse des vêtements des rois mages et participe de la narration de la scène. Matthias Stom est reconnu comme un maître de la couleur, jouant sur l'irruption du bleu, du rouge et du jaune dans des scènes aux tons brunâtres. La présence de la source de lumière à l’intérieur de l’œuvre, souvent une bougie, est caractéristique des caravagesques originaires du nord de l’Europe.
Cette œuvre faisait partie du corpus de l'exposition Corps et ombres, Caravage et le Caravagisme Européen, organisée en deux volets au musée Fabre de Montpellier et au musée des Augustins de Toulouse du 23 juin au 14 octobre 2012. Il s'agissait de la première exposition française abordant l'ensemble du mouvement caravagesque. La section traitant de l'oeuvre de Matthias Stom tentait de retracer une chronologie de ses œuvres et de proposer une nouvelle lecture de son style. La restauration de L'Adoration des Mages par Florence Meyerfeld a permis de mettre en avant les talents de coloriste de l'artiste ainsi que son travail technique. La première couche de préparation est rouge foncé et la seconde est constituée de nuances de gris. Matthias Stom a ensuite commencé par peindre avec des tons ocre avant d'apposer les dernières couleurs. La complexité de ces nombreuses couches picturales et l'absence de repentir démontrent toute la maîtrise technique du peintre.  